# ظهير (كرة قدم)

تمركز الظهير في كرة القدم (4-4-2)

الظهير هو أحد مراكز اللعب في لعبة كرة القدم. يقسم هذا المركز إلى قسمين: الظهير الأيمن والأيسر. يعد الظهير وهذا النوع من المدافعين مهمته الأساسية منع لاعبي الأطراف من الفريق المنافس من إرسال الكرات العرضية أو التمريرات السريعة إلى مهاجميه في منطقة الجزاء. كما أن له دور هجومي بالقيام هو نفسه بإرسال عرضيات إلى زملائه من منتصف ملعب الخصم. وهناك نوعان من مدافعي الأطراف، يختلفا في قدر التركيز على الدور الهجومي. فمثلا، في نظام لعب 4-4-2 يكون تركيز مدافعي الأطراف أقل نسبيا على المهمات الهجومية لأن أمامهما لاعبا أطراف هجوميان ("وينج") فلا يركزان علي المهمات الهجومية إلا عندما يمتلك فريقهم الاستحواذ علي الكرة كثيرًا وعندما يطمئنوا علي مرماهم فيدعموا الهجوم و يقومان بالأساس برفع العرضيات والتمرير إلى داخل منطقة جزاء الخصم. أما في نطام لعب 3-5-2 / 5-3-2 فتقع على مدافعي الأطراف المسئولية الأساسية في رفع العرضيات والتمريرات الجانبية إلى المهاجمين، ولذلك تكون مهمتهم هجومية أكثر من النوع الأول. وأحيانا يسمى هذا النوع من مدافعي الأطراف بلاعب الجناح الخلفي.
و هناك الظهير النفسي و  

## ي
- رس مرمى
- لاعب وسط
- مهاجم